# اکوکو شمال شرق
اکوکو شمال شرق (به لاتین: Akoko North-West) یک سکونتگاه مسکونی در نیجریه است که در ایالت اوندو واقع شده‌است.